# 库蒂尔 (吉伦特省)
库蒂尔（法語：Coutures，法語發音：[kutyʁ] ⓘ）是法国吉伦特省的一个市镇，属于朗贡区。

## 地理
库蒂尔（44°38'41"N, 0°1'43"E）面积3.4 平方千米，位于法国新阿基坦大区吉倫特省，该省份为法国西南部沿海省份，是法國本土面积最大的省，北起滨海夏朗德省，西临大西洋，南至朗德省，东南接洛特-加龍省，东临多爾多涅省。
与库蒂尔接壤的市镇（或旧市镇、城区）包括：圣费尔姆、纳丰、勒皮、里蒙、罗克布吕讷、圣叙尔皮斯-德吉耶拉格。

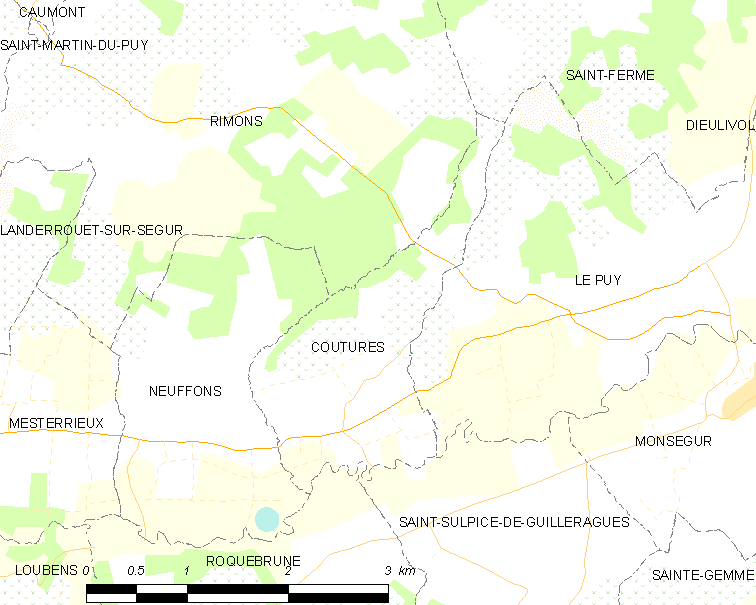
的OSM定位图

库蒂尔的时区为UTC+01:00、UTC+02:00（夏令时）。

## 行政
库蒂尔的邮政编码为33580，INSEE市镇编码为33139。

## 政治
库蒂尔所属的省级选区为勒雷奥莱-莱巴斯蒂德县。

## 人口

1962-2008年间人口变化图示

库蒂尔于2022年1月1日时的人口数量为92人。